# Angelica de' Medici
Angelica de' Medici o Angela (Firenze, 1608 – Roma, 2 marzo 1636) era figlia di Cosimo di Giulio de' Medici e Lucrezia Gaetani, nonché appartenente al ramo discendente dal Duca Alessandro de' Medici, dichiarato non capace alla successione quando fu nominato Duca di Firenze Cosimo I de' Medici.

## Biografia
Nel 1625 sposò il nobile romano Giampietro Altemps (talvolta chiamato Pietro), Duca di Gallese e Marchese di Soriano; ebbero quattro figlie:
1. Anna Margherita (m. 1684), monaca nel monastero di San Domenico e Sisto a Roma;
2. Maria Francesca (m. dopo il 1632), monaca nel monastero di San Domenico e Sisto a Roma;
3. Cristina (1626 - 1712), sposò Don Ippolito Lante Montefeltro della Rovere, I duca di Bomarzo;
4. Cornelia Lucia (1629 - 1691), sposò Conte Karl Friedrich Von Ems zu Hohenems

L'Altemps si risposò dopo la morte di Angelica, con Isabella Lante Montefeltro della Rovere ed ebbe altri otto figli, dei quali tre maschi.